# Carlos Granados
Carlos Granados Pérez (Melilla, 1944) es un juez y magistrado español. 

## Biografía
Licenciado en Derecho, ingresó en la carrera judicial en 1972. Con una larga trayectoria en la magistratura, fue fiscal general del Estado en la etapa de Juan Alberto Belloch como ministro de Interior y Justicia en sustitución de Eligio Hernández. Contribuyó a fundar en 1984 la moderada asociación judicial Francisco de Vitoria (FV). Ha defendido crear una policía judicial que dependa sólo de los jueces. En 1992 fue designado magistrado del Tribunal Supremo. Para las elecciones al Parlamento Europeo de 2014, celebradas el 25 de mayo de 2014, fue presidente de la Junta Electoral Central.

## Obras
Consultar sus artículos y colaboraciones en Dialnet:
- Jurisprudencia del Tribunal Supremo sobre el delito de tráfico de drogas, La Ley, 2007. ISBN 9788497257359.
- El Ministerio Fiscal y sus relaciones con los demás poderes del estado, Oviedo, Junta General del Principado de Asturias, 1996. ISBN 84-86804-28-0.
- Criminalidad organizada, Consejo General del Poder Judicial.